# 7110 Johnpearse
7110 Johnpearse è un asteroide della fascia principale. Scoperto nel 1983, presenta un'orbita caratterizzata da un semiasse maggiore pari a 2,7955551 UA e da un'eccentricità di 0,2069634, inclinata di 7,66580° rispetto all'eclittica.
L'asteroide è dedicato all'australiano John Marshall Pearse, impiegato come meccanico dal 1981 al 2006 presso l'osservatorio di Perth dove è avvenuta la scoperta.